# 毕索洛尔
畢索洛爾（INN：bisoprolol）以Zebeta、Concor（康肯）等商品名於市面上販售，是一種β受體阻滯劑，對β1腎上腺素受體具選擇性，用於治療心血管疾病（包括心跳過速、高血壓、心絞痛和心臟衰竭
）。此藥物係透過口服方式給藥。
使用後常見的副作用有頭痛、疲倦、腹瀉和腿部腫脹。較嚴重的副作用有氣喘惡化、遮蔽辨識低血糖的能力以及心臟衰竭惡化。 尚有個體於懷孕期間使用可能會對胎兒有害的疑慮。
畢索洛爾於1976年取得專利，並於1986年獲得瑞典批准用於醫療用途。於1992年獲得美國食品藥物管理局（FDA）批准用作醫療用途。
此藥物已列入世界衛生組織基本藥物標準清單之中。市面上有通用名藥物販售。美國於2020年中最常使用的處方藥中，此藥物排名第267，開立的處方箋數量超過100萬張。

## 醫療用途

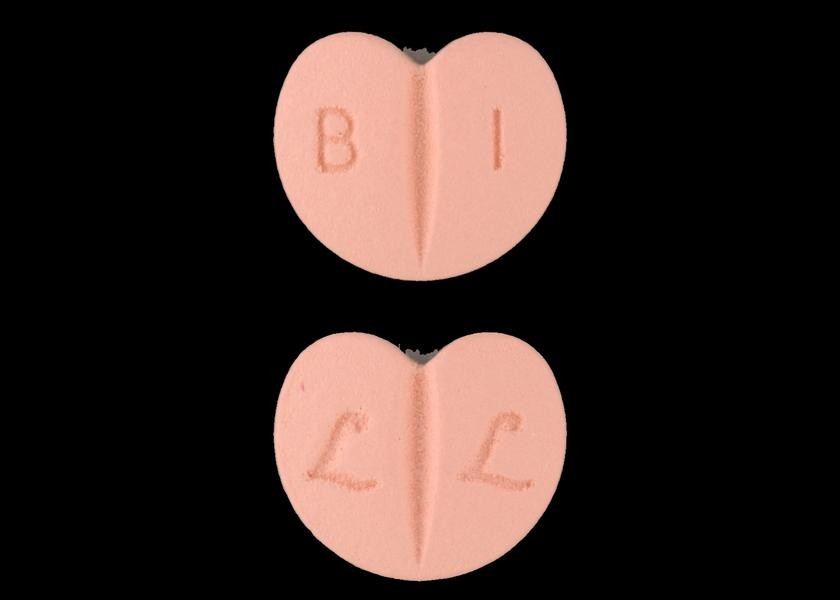
商品名為Zebeta的畢索洛爾片劑，每片劑量5毫克。

畢索洛爾可用於預防心臟病發作後，有疾病惡化風險的患者再度發生心血管事件、用於治療鬱血性心臟衰竭導致的射血分數降低以及作為治療高血壓的二線藥物。 
畢索洛爾可能有治療高血壓的功效，但不建議作為一線藥物。對於伴有合併症（例如鬱血性心臟衰竭）的患者，它可作為一線抗高血壓藥物的輔助藥物，對於已服用適當劑量的血管張力素轉化酶抑制劑，但仍存在輕度至中度症狀的患者，可添加此種β受體阻滯劑以促進療效。
該藥物在心臟缺血時可減少心肌的活動，而減少對氧氣和營養的需求，並在血液供應較少的情況之下仍能輸送足夠量的氧氣和營養以滿足心臟的需求。

## 副作用
過量使用可導致疲勞、低血壓、低血糖、支氣管痙攣和心跳過緩。發生支氣管痙攣和低血糖是因為體內有高濃度藥物時，可成為位於肺部和肝臟的β2腎上腺素受體的拮抗劑。支氣管痙攣是由於肺部β2受體受到阻滯而發生。低血糖是由於肝臟中透過β2受體對肝糖分解和糖質新生的刺激減少而發生。
目前尚無此藥物造成相關臨床明顯藥物性肝損傷的病例報告。

### 注意事項
罹患氣喘或支氣管痙攣的個體應避免使用非選擇性β受體阻滯劑，因為它們可能會引發惡化和症狀加劇。選擇性β1腎上腺素受體阻斷劑（如畢索洛爾）尚未顯示會導致氣喘惡化，對於患有心臟合併症的輕至中度氣喘，而已得到控制的患者可謹慎使用。
於2014年所做的一項統合分析發現，β1腎上腺受體選擇性阻滯劑（畢索洛爾）對肺功能影響很小（與非選擇性β受體阻滯劑比較），患者仍對沙丁胺醇（β2腎上腺素受體激動藥）救援治療產生反應，並贊同於選定有氣喘，但已受控制的患者使用畢索洛爾。 於2020年所做的一項臨床試驗支持前述觀點，使用畢索洛爾對個體在沙丁胺醇給藥後，不會對支氣管擴張發生顯著影響。 

## 藥理學

### 作用機轉
畢索洛爾具有心臟保護作用，因為它能選擇性、競爭性阻斷兒茶酚胺（腎上腺素）對β1受體（腎上腺素受體）的刺激，β1受體主要存於心肌細胞和心臟電傳導系統（心臟特有）中，但也存於腎臟的鄰腎小球細胞中。通常腎上腺素和正腎上腺素對β1受體的刺激會活化訊息傳遞級聯，最終分別導致心肌收縮力增加以及心肌和心臟起搏功能增強。畢索洛爾會競爭性地阻斷該級聯反應的活化，因此降低心肌和心臟起搏細胞的腎上腺素活性/刺激。降低的腎上腺素活性表現為心肌收缩力减弱和心率降低。

#### β1受體選擇性
畢索洛爾的β1腎上腺素受體選擇性在與其他非選擇性β腎上腺素受體阻滯劑相比時尤為重要。此藥物的作用僅限於含有β1腎上腺素受體的區域，主要是心臟和部分的腎臟。雖然β1腎上腺素受體選擇性藥物（如畢索洛爾）可幫助患者避免某些與非選擇性β受體阻滯劑活性相關的副作用（作用於其他額外的腎上腺素受體，例如α1和β2），但並不表示它在治療β受體阻滯劑適用心臟疾病（例如心臟衰竭）方面更具優勢，但對於患有特定合併症的患者可能會有益處。
畢索洛爾比阿替洛爾、美托洛爾和倍他洛爾具有更高程度的β1腎上腺素受體選擇性。此藥物對β1受體的選擇性比對β2受體的高出11至15倍。另一種β受體阻滯劑奈必洛爾的β1受體選擇性則約為高出3.5倍。

#### 腎素-血管張力素系統
畢索洛爾可抑制腎素（也稱血管收縮素原酶）分泌約達65%，可抑制心搏過速約達30%。

### 藥物動力學
進入人體的畢索洛爾，其生物利用度高達約90%，生物半衰期為10-12小時。循環中的畢索洛爾一半由肝臟代謝，其餘的以原有形式經腎臟排出，約少於2%可能經由糞便排出。
畢索洛爾可溶於脂質和水。它被歸類為具有中等親脂性的β受體阻滯劑，因此具有中等穿越血腦屏障的潛力。因而畢索洛爾與高親脂性β受體阻滯劑如普萘洛爾相比，可能會對中樞神經系統產生較小的的影響，且產生神經精神副作用的風險較低，相對而言，畢索洛爾比低親脂性β受體阻滯劑如阿替洛爾所產生的影響會較較大。
畢索洛爾與血漿蛋白結合率約為35%，分佈容積為3.5升/公斤，總清除率約15升/小時 。畢索洛爾經兩種方式從人體排除 - 50%在肝臟中轉化為無活性的代謝物，然後經腎臟排泄。其餘50%則經由腎臟以藥物原形排除。由於肝臟和腎臟的消除相同，因此肝或是腎功能不全的患者無需調整劑量。
此藥物的藥物代謝動力學呈線性，且與年齡無關。
在各項研究中，發現慢性心臟衰竭患者血漿中畢索洛爾的濃度高於健康受試者，生物半衰期也較長。目前尚缺乏此藥物於健康受試者和慢性心臟衰竭受試者之間的藥物代謝動力學直接比較證據。

## 社會與文化

### 品牌名稱
此藥物在印度以Bisotab品牌銷售。於市面上的其他品牌尚有Cardicor, Congescor及Bisoprolol-ratiopharm等。